# Croix de cimetière de Saint-André-de-Cruzières
La croix de cimetière de Saint-André-de-Cruzières est une croix située à Saint-André-de-Cruzières, en France.

## Localisation
La croix est située sur la commune de Saint-André-de-Cruzières, dans le département français de l'Ardèche.

## Historique
L'édifice est classé au titre des monuments historiques en 1910.